# Valle de San José
Valle de San José è un comune della Colombia facente parte del dipartimento di Santander.
L'abitato venne fondato nel 1724.